# Themone pais
Themone pais är en fjärilsart som beskrevs av Jacob Hübner 1820/26. Themone pais ingår i släktet Themone och familjen Riodinidae. Inga underarter finns listade i Catalogue of Life.

## Bildgalleri

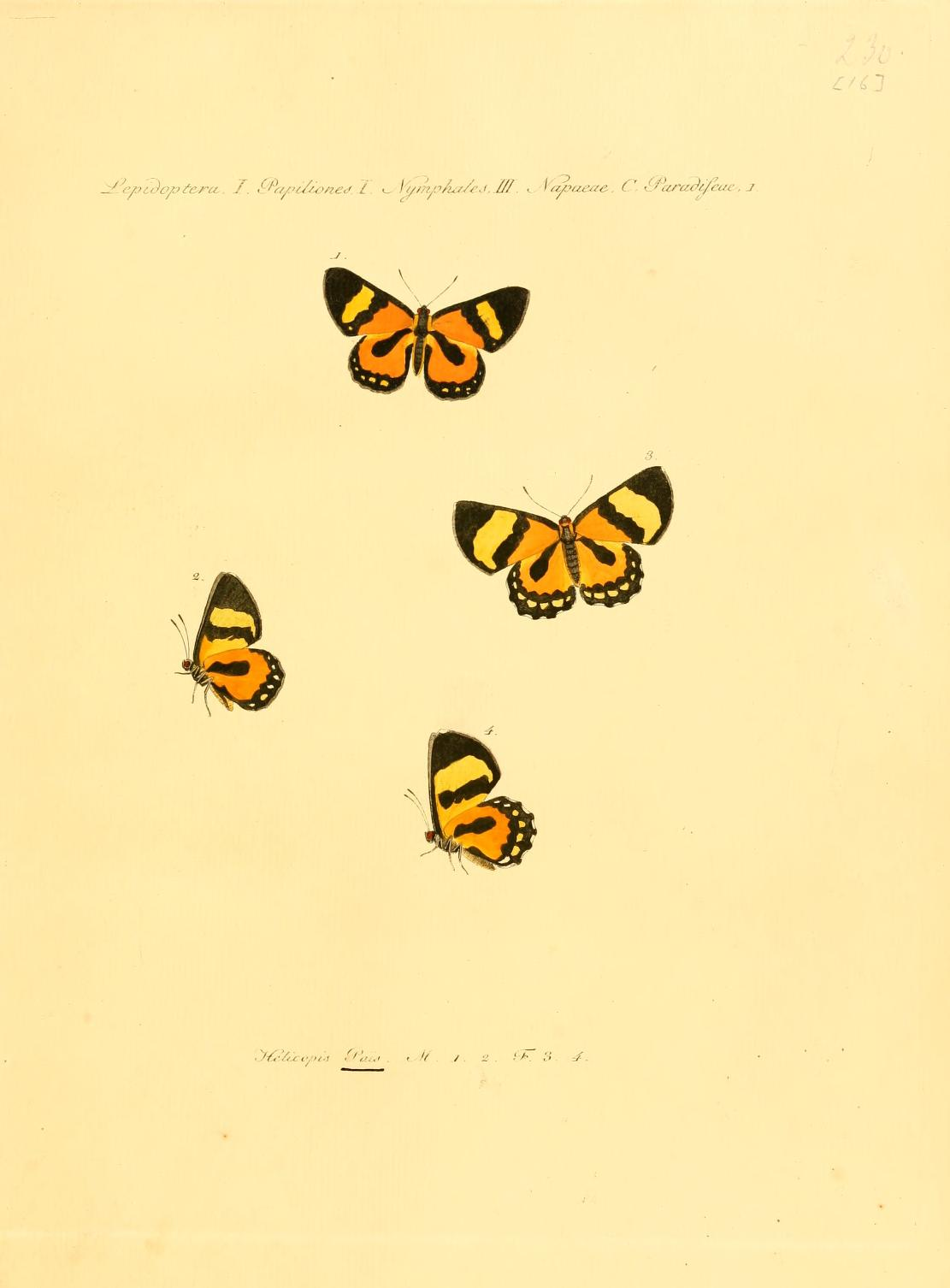